# Ваилуа (водопад)
Ваилуа (гав. Wailuā — букв. «двухводный» — водопад, расположенный на реке Ваилуа на острове Кауаи, входящем в Гавайский архипелаг.
Имеет две основные струи и высоту 24 метра.
К месту падения водопада существует спуск, который, однако, является скользким, грязным и опасным для жизни. Некоторые туристы натягивают вдоль пути верёвки, но местные чиновники с каждым разом их обрезают. В древние времена, гавайцы прыгали с вершины водопада, чтобы доказать своё мужество. Невдалеке существует ещё один водопад под названием Опаекаа.
Водопад Ваилуа показан во вступительных титрах американского телесериала «Остров фантазий».